# Phrurolithus nigrinus
Phrurolithus nigrinus är en spindelart som först beskrevs av Simon 1878.  Phrurolithus nigrinus ingår i släktet Phrurolithus och familjen flinkspindlar. Inga underarter finns listade i Catalogue of Life.